# Comitatul Bergen, New Jersey
Comitatul Bergen (în engleză Bergen County) este, la peste 900.000 de locuitori (mai exact 905.116 locuitori la recensământul din 2010 și 938.506, în 2015), cel mai populat din cele 21 de comitate ale statului New Jersey, Statele Unite ale Americii.

## Etimologie
Origine numelui comitatului, Bergen, este o problemă încă nerezolvată. O opinie este că actualul nume se datorește unuia dintre cele mai vechi așezări ale europenilor din statul New Jersey, township-ul en  Bergen, aflat în comitatul Hudson de azi. Oricum, la rândul său, originea numelui acelui township este discutabilă. Mai multe surse conferă originea numelui orașului ca fiind cea a orașului hanseatic Bergen din Norvegia, iar alții atribuie numele după cel al localității Bergen din provinciei Olanda de Nord a Țărilor de Jos. În sfârșit, un alt grup de surse susțin că numele comitatului s-ar datora unuia dintre cei mai vechi coloniști olandezi ai Noului Amsterdam, actualul New York City, navigatorul și comerciantul en  Hans Hansen Bergen, un nativ al Norvegiei, care a ajuns în Noua Olandă în 1633.

## Demografie
|  | Graficele sunt indisponibile din cauza unor probleme tehnice. Mai multe informații se găsesc la Phabricator și la wiki-ul MediaWiki. |

Date: Wikidata - grafică realizată de Wikipedia